# 블로그코리아
블로그코리아(BLOGKOREA)는 한국어로 서비스 되는 메타 블로그 사이트이다. 대한민국 최초의 블로그 메타 사이트로 2003년에 처음 서비스를 시작하였다, 큰 특징으로는 RSS 구독기를 통해 블로그의 RSS를 수집해서 구독자에게 글을 노출 시켜주는 서비스 방식을 취하고 있다. 현재 이런 방식의 서비스를 적용한 한국 최초의 메타 서비스(메타 사이트)로 평가받고 있다.

## 기능
블로그코리아는 대다수의 검색엔진처럼 검색 기능을 지원하며,
이미지검색까지 지원하는 것이 다른 블로그메타사이트와는 다른 모습이다.
각종 카테고리와 태그별로 글이 분류되어 있으며,
이와는 별도로 각종 주제에 따라 보여주는 블코 채널이라는 것도 있다.
블코 피플 을 통해 블로거 인터뷰나 각 분야별 인기 블로그들을 볼 수 있다.
블로그코리아에선 포스트잇 모양의 블로그잇을 제공하는 것이 가장 큰 특징인데,
블로그코리아 상에서 블로그 글들을 읽을때, 해당 포스트에 관련한 태그를 바탕으로 관련글을 보여주며
이글을 이메일로 보내기, 블로거 영향력 지수 등도 표시해준다.
또한 실시간으로 인기있는 블로그 상의 태그를 체크하여 실시간 인기태그 순위가 게재되어 있다.

## 역사
2004년부터 각종 포털 사이트들이 블로그 서비스를 시작하고 한국어 블로거가 폭발적으로 늘어나면서, 블로그코리아의 유저수도 급증하여 전성기를 이뤘다. 이리 저리 흩어져 있었던 블로그를 한 사이트에서 모아 보여준다는 개념은 초창기에 대단한 아이디어라는 평가를 받았다.
그러나 후에 생겨난 올블로그가 블로그코리아를 압도하면서 2005년 11월 말 수집기가 일시 중지되고 운영이 중단되어 한동안 블로거들의 발길이 뜸해졌다. 그러나, 최근에 오마이뉴스에 인수되면서 블로그코리아가 재가동하여 'READY FOR REBIRTH'라는 슬로건을 내걸고 과거의 영광을 되찾으려는 시도를 하였으나, 그 이상 진행되지 못 하였고. 2007년 4월에 미디어U가 오마이뉴스로부터 운영권을 넘겨받아, 2007년 7월 16일에 새로운 로고와 새로운 홈페이지로 재개장을 하였다.
현재 2011년 6월부터 서비스는 중단되었으나 2016년 재오픈예정이다.